# Johann Glocker (Maler, vor 1637)
Johann Glocker (auch Johann Glockner; * vor 1620; † nach 1646) war ein württembergischer Maler, der in den Jahren 1637–1646 in Stuttgart und Schwäbisch Hall dokumentiert wurde.
Es sind keine Einzelheiten über sein Leben bekannt, jedoch mehrere vorzügliche Porträtminiaturen erhalten. Seine signierten und zum Teil datierten Porträtminiaturen befinden sich im Württembergischen Landesmuseum Stuttgart und im Rathaus von Schwäbisch Hall (s. g. Ratsherrenbildnisse).
Johann Glocker war wahrscheinlich ein Vorfahr des gleichnamigen Malers Johann Glocker.

## Berühmtere Arbeiten
- 1636 Johann Heinrich Grätter (Öl auf Leinwand, Württembergisches Landesmuseum)
- 1646 Johann Max Astfalk (Öl auf Leinwand, Württembergisches Landesmuseum)
- Herzog Eberhard III. von Württemberg (früher im Besitz des Königs von Württemberg[3])